# Charles-Louis Joachim de Chastellier-Dumesnil
Charles-Louis Joachim, marquis de Chastellier-Du Mesnil (ou Dumesnil), né à Valence le 16 octobre 1700 et mort à Paris le 1er mars 1764, est un militaire et diplomate français du XVIIIe siècle. Il appartenait à une famille aristocratique de Franche-Comté.

## Biographie
Il a d'abord embrassé la carrière des armes dès 1715, avant sa réforme en 1735. Grâce aux relations qu'il a pu nouer, il a repris du service en 1742 et a connu une élévation rapide, en devenant inspecteur général de la cavalerie en 1744 et en atteignant le grade de lieutenant général des armées du roi en 1748. De 1743 à 1760, il a exercé plusieurs missions diplomatiques, dont une, restée célèbre, auprès de Frédéric II en 1744.
Il est également connu pour ses nombreuses amitiés haut placées et pas toujours moralement réputées, comme le maréchal de Richelieu, ainsi que pour ses combinaisons financières qui l'ont fait paraître pour un "fripon d'argent" aux yeux du marquis d'Argenson. Plaisant en société, éloquent, séducteur, il était surnommé "le Beau Dumesnil". Sa fin de carrière est connue en raison de ses démêlés (en tant que lieutenant général et commandant de la province de Dauphiné) avec le Parlement du Dauphiné en 1763, lesquels ont abouti à un paroxysme de tension avec Versailles. Rappelé, Chastellier-Dumesnil est tombé malade juste après son entrevue avec le roi. Il est mort le 1er mars 1764.

## Descendance
Une de ses filles a épousé François Joseph de Venant de Famechon, ci-devant chevalier de Saint-Jean de Jérusalem, gouverneur de la ville d'Uzès, capitaine d'infanterie, érigé marquis d'Ivergny, sur les terres de Famechon, Ivergny, du Refuge en Ivergnie, d'Ovancourt et de la Motte.